# Moving Violation
Moving Violation – ostatni album The Jackson 5 wydany w wytwórni Motown. Po wydaniu tego albumu zespół przeniósł się do wytwórni CBS i zmienił nazwę na The Jacksons.

## Lista utworów
1. "Forever Came Today" (w oryginale wykonywane przez The Supremes) – 6:23
2. "Moving Violation" – 3:37
3. "(You Were Made) Especially for Me" – 3:28
4. "Honey Love" – 4:40
5. "Body Language (Do the Love Dance)" – 4:07
6. "All I Do Is Think of You" – 3:17
7. "Breezy" – 3:38
8. "Call of the Wild" – 2:33
9. "Time Explosion" – 4:13